# Subbayya Sivasankaranarayana Pillai
Subbayya Sivasankaranarayana Pillai (Sinh ngày 5 tháng 4 năm 1901 – Mất ngày 31 tháng 8 năm 1950) là nhà toán học Ấn Độ có chuyên môn trong lý thuyết số. Cống hiến của ông trong bài toán Waring được mô tả trong 1950 bởi K. S. Chandrasekharan là "một trong những thành tựu tốt nhất của toán học Ấn Độ kể từ Ramanujan".

## Tiểu sử
Subbayya Sivasankaranarayana Pillai được sinh ra bởi Subbayya Pillai và Gomati Ammal. Mẹ của ông mất sau khi ông ra đời được 1 năm rồi đến bố của ông khi Pillai đang học năm cuối ở trường.
Trong 1927, Pillai được trao làm hội viên nghiên cứu tại đại học Madras để làm việc cùng với các giáo sư K. Ananda Rau và Ramaswamy S. Vaidyanathaswamy. Ông làm giảng viên tại đại học Annamalai từ năm 1929 đến năm 1941. Đại học Annamalai cũng là nơi ông làm việc trên bài toán Waring. Trong 1941 ông chuyển sang đại học Travancore rồi một năm sau chuyển sang đại học Calcutta làm giảng viên (được mời bởi Friedrich Wilhelm Levi).
Ông được mời tham gia đại hội Toán học Quốc tế tại đại học Havard với tư cách là đại diện của đại học Madras nhưng ông đã thiệt mạng trong vụ tai nạn của chuyến bay TWA 903 tại Ai Cập trên đường tới.

## Cống hiến
Ông chứng minh bài toán Waring cho {\displaystyle k\geq 6} vào năm 1935 dưới điều kiện {\displaystyle (3^{k}+1)/(2^{k}-1)\leq [1.5^{k}]+1} trước khi Leonard Eugene Dickson người tại cùng thời điểm đó chứng minh cho {\displaystyle k\geq 7.}
Ông cũng chứng minh rằng {\displaystyle g(k)=2^{k}+l-2} khi {\displaystyle l} là số tự nhiên lớn nhất thỏa mãn {\displaystyle \leq (3/2)^{k}}, do đó tính được chính xác {\displaystyle g(6)=73}.
Dãy Pillai 1, 4, 27, 1354, ..., là dãy số nguyên tăng trưởng nhanh trong đó mỗi phần tử là tổng của phần tử ngay trước đó và một số nguyên tố có khoảng cách số nguyên tố sau đó lớn hơn phần tử trước đó. Dãy được nghiên cứu bởi Pillai cho mối quan hệ của nó với cách biểu diễn một số thành tổng các số nguyên tố.